# بوب ريتشاردز
بوب ريتشاردز (5 يونيو 1934 بونشستر في المملكة المتحدة - ) (بالإنجليزية: Bob Richards)‏ هو لاعب كريكت بريطاني. لعب مع نادي مقاطعة ساسكس للكريكت ‏.

## وصلات خارجية
- بوب ريتشاردز على موقع إي آس بي آن كريك إنفو (الإنجليزية)